# 安贡 (巴拿马)
安贡是巴拿马巴拿马省巴拿马区的一个城市，2010年是人口为29,761。 该市2000年时人口为11,518，1990年时人口为11,169.